# Bomba u 10 i 10
Pour plus de détails, voir Fiche technique et Distribution.
Bomba u 10 i 10 (littéralement, Bombe à 10h10) est un film de Partisans yougoslave sorti en 1967, réalisé par Časlav Damjanović.

## Synopsis
Un prisonnier de guerre américain s'échappe d'un camp de concentration et travaille avec la résistance yougoslave pour éliminer un colonel SS, ancien responsable du camp de concentration dont il s'est évadé.

## Fiche technique
- Titre original serbo-croate : Bomba u 10 i 10
- Titre original : Бомба у 10 и 10
- Réalisation : Časlav Damjanović
- Pays :  Yougoslavie
- Genre : Film de guerre, film de Partisans
- Durée : 88 minutes
- Année de sortie : 1967
- Langue originale : anglais

## Distribution
- George Montgomery : Steve Corbett
- Rada Đuričin : Pia Fermich (Hassler)
- Branko Pleša : Colonel Hassler
- Rade Marković : Marko
- Phil Brown : Professeur Pilić
- Ljuba Tadić : André
- Aleksandar Gavrić : Dragan
- Pavle Vujisić : homme aux lunettes
- Ingrid Lotarijus : Mira
- Petar Banićević : Lieutenant Voss
- Dušan Tadić : Mile
- Radmilo Ćurčić : conducteur du train (non crédité)